# Jerzmanki

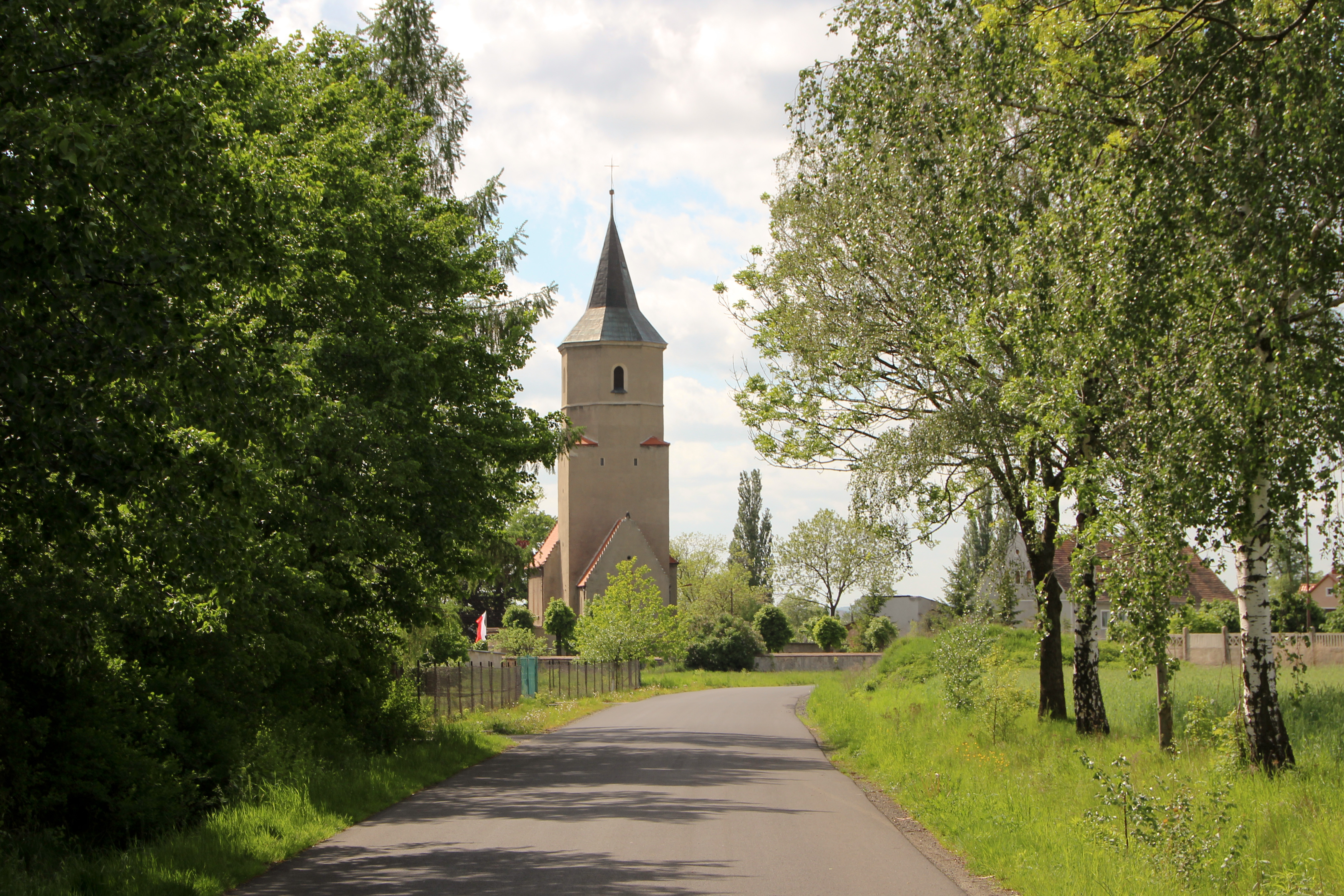

Jerzmanki [jɛʐˈmanki] (em alemão:  Hermsdorf) é uma cidade localizada no distrito de Gmina Zgorzelec, na Polônia, perto da fronteira com a Alemanha.